# 國際地理聯合會

國際地理學會圖徽

國際地理學會（英語：International Geographical Union，縮寫IGU；法語：Union Géographique Internationale，縮寫UGI），或稱國際地理聯合會，是世界各國地理學術團體聯合组成的學術性組織。

## 歷史
國際地理學會為全球地理學會之聯合總會，是國際科學理事會（International Council for Science，ICSU）的成員。IGU下設國家委員會（National Committees包括各國地理學會）及各專題學術委員會（Commissions）。1871年由比利時地理學會發起，在安特衛普召開第一屆國際地理大會。而後，1922年7月27日，在布魯塞爾正式成立國際地理學會。
它的宗旨是：推動國際間合作與交流；開展學術討論與研究；組織國際學術會議與出版刊物；對有特殊貢獻的地理學家授予“桂冠”榮譽獎狀（從1976年23屆大會開始）。國際地理大會每隔4年左右輪流在各國首都召開一次，第二次世界大戰期間，大會停頓。迄至1988年，已舉行了26次大會。

## 組織運作及會員
國際地理學會的最高權力機構，是會員代表組成的全體會議，在每屆國際地理大會期間召開。領導機構為執行委員會，由1名主席、8名副主席、1名秘書長兼司庫組成，負責總會的日常工作，由最高全體會議選舉產生。委員任期4年，只能連任兩屆。總會下設若干專業委員會和研究組，分別負責組織有關專業學術活動。1988年，國際地理學會有78個會員國、10個準會員國（不交納會費）。
中國於1949年4月參加國際地理學會，中華人民共和國成立後，因席位問題長期未參加活動。1984年在巴黎召開的第25屆國際地理大會修改了有關章程，恢復了中華人民共和國的會籍。並於1988年在澳洲召開的第26屆國際地理大會上，當選為國際地理學會副主席。
2007年，“島嶼學術委員會”（Commission on Islands）成立，緣由是台灣的中國地理學會國家委員會（The Geographical Society of China located in Taipei）聯合其他十個國家的地理學者所提出，於2006年7月於澳洲布里斯本（Brisbane）舉行的IGU亞太區域會議中，經由國際地理學總會執行委員會正式通過，將該學術委員會之秘書處設於台灣，由臺灣學者出任召集人及主席。

## 組織成員
關於IGU在1949年至2000年的高級官員，列表如下。

### 總席
| 任期      | 姓名                  | 國家     |
| --------- | --------------------- | -------- |
| 1949–1952 | George B. Cressey     | 美國     |
| 1952–1956 | L. Dudley Stamp       | 英國     |
| 1956–1960 | Hans W. Ahlmann       | 瑞典     |
| 1960–1964 | Carl Troll            | 德國     |
| 1964–1968 | Shiba P. Chatterjee   | 印度     |
| 1968–1972 | Stanislaw Leszcycki   | 波蘭     |
| 1972–1976 | Jean Dresch           | 法國     |
| 1976–1980 | Michael J. Wise       | 英國     |
| 1980–1984 | Akin L. Mabogunje     | 奈及利亞 |
| 1984–1988 | Peter Scott           | 澳洲     |
| 1988–1992 | Roland J. Fuchs       | 美國     |
| 1992–1996 | Herman Th. Verstappen | 荷蘭     |
| 1996–2000 | Bruno Messerli        | 瑞士     |

### 秘書長和財務官
| 任期      | 姓名                | 國家   |
| --------- | ------------------- | ------ |
| 1949–1956 | George H. T. Kimble |        |
| 1956–1968 | Hans Boesch         | 瑞士   |
| 1968–1976 | Chauncy D. Harris   | 美國   |
| 1976–1984 | Walther Manshard    | 德國   |
| 1984–1992 | Leszek A. Kosiński  | 加拿大 |
| 1992–2000 | Eckart Ehlers       | 德國   |

## 附註
1. ↑  本校地理環境資源學系推動成立IGU島嶼研究委員會國際地理學會IGU於2006年7月會議中正式通過我國計畫書，台大校訊第844期

## 外部連結
- 官方網站
- 中華民國地理學會 （页面存档备份，存于）
- 島嶼學術委員會
- 全球大學地理學科系查詢系統 （页面存档备份，存于）